# Hausman-Spezifikationstest
Der Hausman-Spezifikationstest, auch Durbin-Wu-Hausman-Test genannt, ist ein Testverfahren aus der mathematischen Statistik. Er ist ein Test auf Endogenität, das heißt ein Test auf den Zusammenhang zwischen den erklärenden (unabhängigen) Variablen und der Störgröße. Er wurde 1978 von Jerry Hausman entwickelt, um bei Paneldatenmodellen zu entscheiden, ob eher ein Paneldatenmodell mit festen Effekten (englisch  fixed effects model, kurz FE-Modell) oder ein Paneldatenmodell mit zufälligen Effekten (englisch random effects model, kurz RE-Modell) vorliegt (siehe Lineare Paneldatenmodelle). Ersteres unterstellt für jedes betrachtete Individuum eine individuelle (mittels einer Regression zu ermittelnde) Abweichung vom Panel-Mittelwert, während diese Abweichung beim RE-Modell eine normalverteilte Zufallsgröße darstellt.

## Teststatistik
Die Nullhypothese, dass ein RE-Modell vorliegt, wird abgelehnt, wenn die Teststatistik {\displaystyle \lambda }
{\displaystyle \lambda =\left({\hat {\boldsymbol {\beta }}}_{FE}-{\hat {\boldsymbol {\beta }}}_{RE}\right)'\left(\operatorname {Cov} ({\hat {\boldsymbol {\beta }}}_{FE})-\operatorname {Cov} ({\hat {\boldsymbol {\beta }}}_{RE})\right)^{-1}\left({\hat {\boldsymbol {\beta }}}_{FE}-{\hat {\boldsymbol {\beta }}}_{RE}\right)\sim \chi ^{2}(K)}
größer ist als das entsprechende Quantil der Chi-Quadrat-Verteilung mit {\displaystyle K} Freiheitsgraden.
Die benutzten Variablen sind hierbei wie folgt definiert:
- {\displaystyle K}: Zahl der Regressoren im Paneldatenmodell
- {\displaystyle {\hat {\boldsymbol {\beta }}}_{RE}}: Schätzer im Modell mit zufälligen Effekten
- {\displaystyle {\hat {\boldsymbol {\beta }}}_{FE}}: Schätzer im Modell mit festen Effekten
- {\displaystyle \operatorname {Cov} (\cdot )}: Kovarianzmatrix (der FE- bzw. RE-Schätzer)

## Test auf Endogenität
Falls die Schätzer nicht verzerrt sind (also {\displaystyle \operatorname {E} [\varepsilon x_{it}]=0} gilt und somit keine Endogenität vorliegt), ist der Schätzer im Modell mit festen Effekten immer konsistent (führt also mit zunehmender Zahl der Beobachtungen immer näher an den wahren Wert des Parameters heran), während der Schätzer im Modell mit zufälligen Effekten nur dann konsistent, aber zusätzlich auch noch effizient ist, wenn {\displaystyle \alpha _{i}} und {\displaystyle x_{i,t}} unkorreliert sind. Der Hausman-Spezifikationstest vergleicht die Regressoren der beiden Verfahren. Unterscheiden sie sich signifikant, wird die Nullhypothese {\displaystyle \operatorname {E} [\alpha |x_{it}]=0} abgelehnt. Somit ist eine Schätzung mittels fester Effekte angeraten.
Beim Testen auf Endogenität stellt eine einfache Variante des Hausman-Spezifikationstests die Untersuchung einzelner Variablen mit Hilfe eines Residuen-Tests dar. Dabei werden die folgenden beiden Thesen gegeneinander getestet:
- die Nullhypothese: es liegt keine Korrelation zwischen untersuchter Variable und Störgröße vor,
- gegen die Alternativhypothese: es liegt Korrelation zwischen diesen vor

Der Test besteht aus zwei Stufen: Zunächst wird die zu untersuchende Variable auf alle exogenen Variablen des Modells regressiert. Die Residuen dieser Regression werden dann in der zweiten Stufe des Tests in der Ausgangsgleichung als zusätzlicher Regressor verwendet. Das so erweiterte Modell wird mit Hilfe der Methode der kleinsten Quadrate geschätzt. Ist der Koeffizient der Residuenvariablen signifikant, besteht Korrelation zwischen Störgröße und dem untersuchten Regressor, das heißt die Nullhypothese muss abgelehnt werden und die Existenz von Endogenität als bestätigt angesehen werden.